# Силвестър Малиновски
Силвестър Сигизмундович Малиновски (на руски: Сильвестр Сигизмундович Малиновский) е руски офицер, генерал-лейтенант. Участник в Руско-турската война (1806 – 1812) и Руско-турската война (1828-1829).

## Биография
Силвестър Сигизмундович Малиновски е роден през 1788 г. в семейството на беларуски потомствен дворянин от Могильовска губерния. Ориентира се към военното поприще. Произведен е в първо офицерско звание прапорщик и започва служба в Олонецкия мускетарски полк (1809).
Участва в Руско-турската война (1806 – 1812). Отличава се второто превземане на Ловеч на 31 януари 1811 г. Извършва смела рекогносцировка, с която потвърждава слабите места на Ловешката турска крепост и съставя походна окомерна едноверстова топографска карта. На тази основа генерал-майор Емануил Сен-При съставя плана за превземането на Ловеч. Повишен е във военно звание поручик и е зачислен в Главния щаб. Бие се храбро и е ранен в битката при Русе (1812).
Участва в отразяването на нападението на Наполеон Бонапарт срещу Русия.
Във войната на Шестата антинаполеоновска коалиция срещу Франция (1813 – 1814) се проявява в битките при Торнау, Бауцен и Лайпциг (1813), Майнц, Реймс и Париж (1814). За отличие е награден със златно оръжие „За храброст“ на 6 октомври 1813 г.
След войната служи като обер-квартирмайстер на 4-ти пехотен корпус (1815), началник на 2-ро отделение на канцеларията на генерал-квартирмайстера на Главния щаб (1816) и обер-квартирмайстер на Литовския корпус (1818). Повишен е във военно звание генерал-майор и е зачислен в императорската свита по квартирмайстерската част от 21 май 1826 г.
Участва в Руско-турската война (1828-1829) като началник на щаба на 7-и пехотен корпус и командир на 3-та бригада на 17-а пехотна дивизия. Бие се храбро при обсадата на Браила. За щурма на крепостта Кале при Турну Магуреле е награден с орден „Свети Георги“ III степен (1829). Отново е в България и се проявява в битките при село Кюлевча, Шумен, Силистра и Одрин.
За потушаването на Полско въстание (1830 – 1831) е повишен във военно звание генерал-лейтенант от 18 октомври 1831 г. Командир на 4-та пехотна дивизия. Член на Варшавския департамент на Сената.
Умира на 6 февруари 1851 г. във Варшава.